# Aleoetentrog

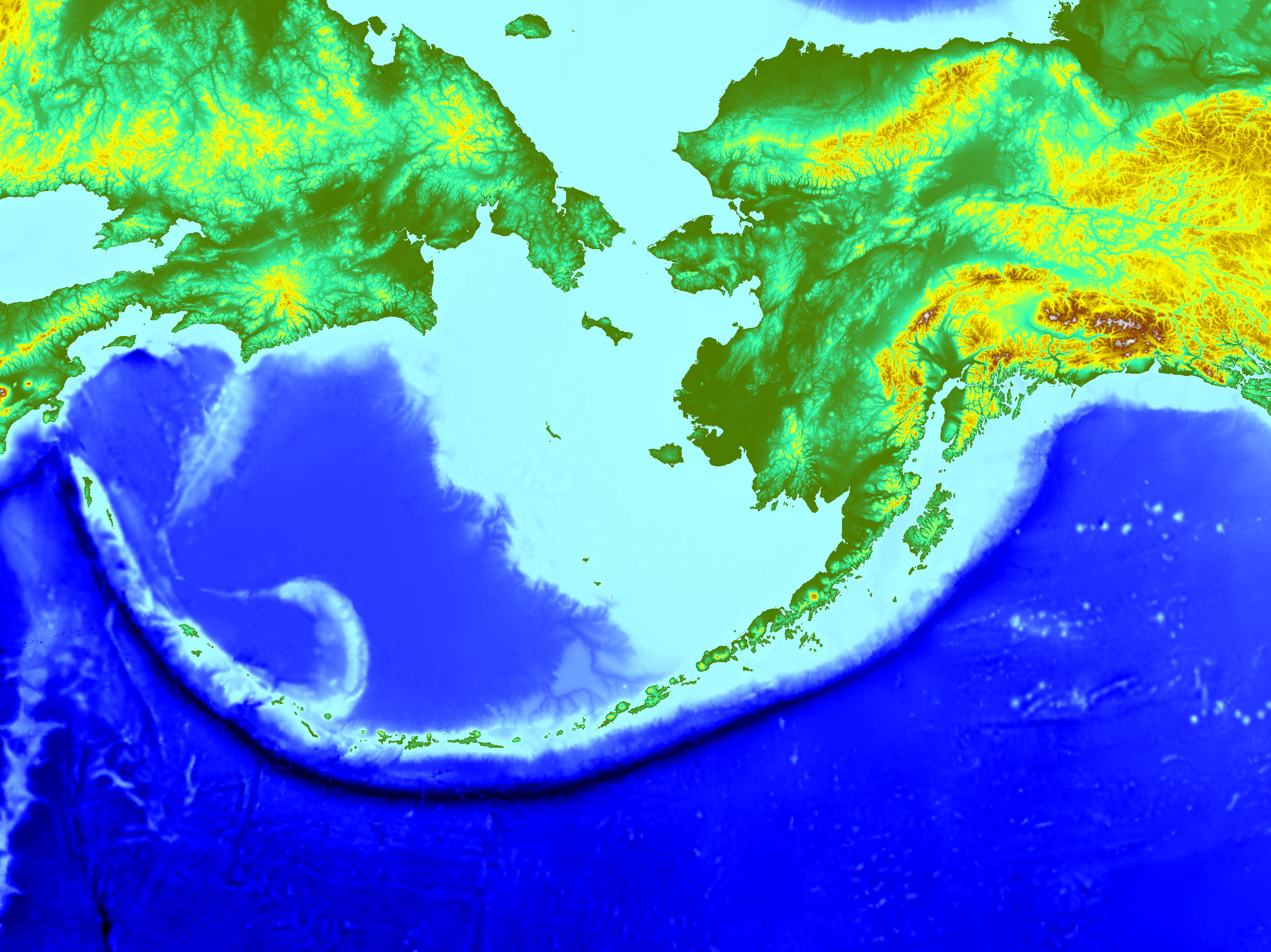
Aleoetentrog

De Aleoetentrog is een trog gelegen in de Golf van Alaska, met een diepte van 7679 meter.
Deze is ontstaan omdat de Pacifische Plaat permanent onder de Noord-Amerikaanse Plaat schuift. In 1964 vond nabij de trog de Goede Vrijdagaardbeving plaats.